# Provinz Cotabambas
Die Provinz Cotabambas ist eine von sieben Provinzen der Verwaltungsregion Apurímac in Süd-Peru. Die Provinz erstreckt sich über ein Areal von 2613 km². Beim Zensus 2017 wurden in der Provinz Cotabambas 50.656 Einwohner gezählt. 10 Jahre zuvor betrug die Einwohnerzahl 45.771. Provinzhauptstadt ist Tambobamba.

## Geographische Lage
Die Provinz Cotabambas erstreckt sich über das Anden-Hochland südlich des vergletscherten Gebirgszugs der Cordillera Vilcabamba. Die östliche Provinzgrenze bilden die Flüsse Río Santo Tomás und Río Apurímac. Entlang der nordwestlichen Provinzgrenze fließt der Río Vilcabamba.  
Die Provinz Cotabambas grenzt im Norden, Osten und Süden an die Region Cusco, im Westen an die Provinzen Abancay, Grau und Antabamba.

## Gliederung
Die Provinz Cotabambas besteht aus 6 Distrikten. Der Distrikt Tambobamba ist Sitz der Provinzverwaltung.
| Distrikt       | Verwaltungssitz |
| -------------- | --------------- |
| Challhuahuacho | Challhuahuacho  |
| Cotabambas     | Cotabambas      |
| Coyllurqui     | Coyllurqui      |
| Haquira        | Haquira         |
| Mara           | Mara            |
| Tambobamba     | Tambobamba      |